# Viana do Castelo (stad)
Viana do Castelo is een stad en gemeente in het Portugese district Viana do Castelo. De gemeente heeft een totale oppervlakte van 319 km² en telde 88.631 inwoners in 2001.
De stadskern ligt aan de Atlantische Oceaan, vlak aan de monding van de Lima. Over deze rivier ligt nabij de stad de beroemde Ponte Eiffel van ingenieur Gustave Eiffel. De stad heeft een zeehaven en er zijn scheepswerven voor bouw en herstelling van schepen.

## Bezienswaardigheden
- Kathedraal Sé
- Misericórdia, in Vlaamse stijl, uit de 16e eeuw
- Katholieke kerk Santuário do Sagrado Coração de Jesus ook bekend als Santuário de Santa Luzia, gebouwd tussen 1904 en 1959 op de berg Monte de Santa Luzia en gewijd aan het heilig hart van Jezus. Deze kerk is te bereiken met de kabeltrein Elevador de Santa Luzia en biedt uitzicht over de stad.
- Katholieke kerk São Domingos (1576)
- De brug Ponte Eiffel
- Gemeentelijk museum

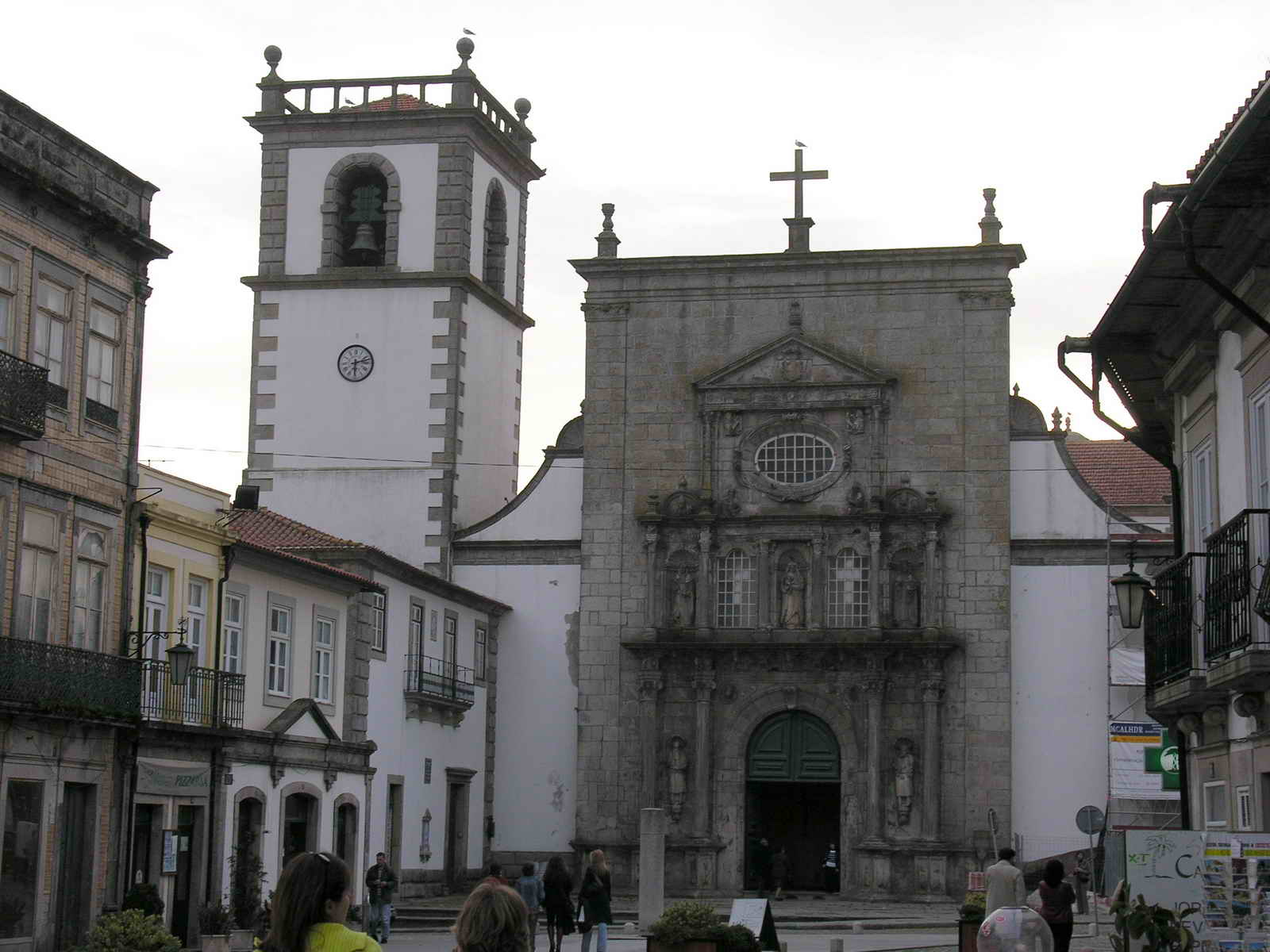
Katholieke kerk São Domingos in Viana do Castelo
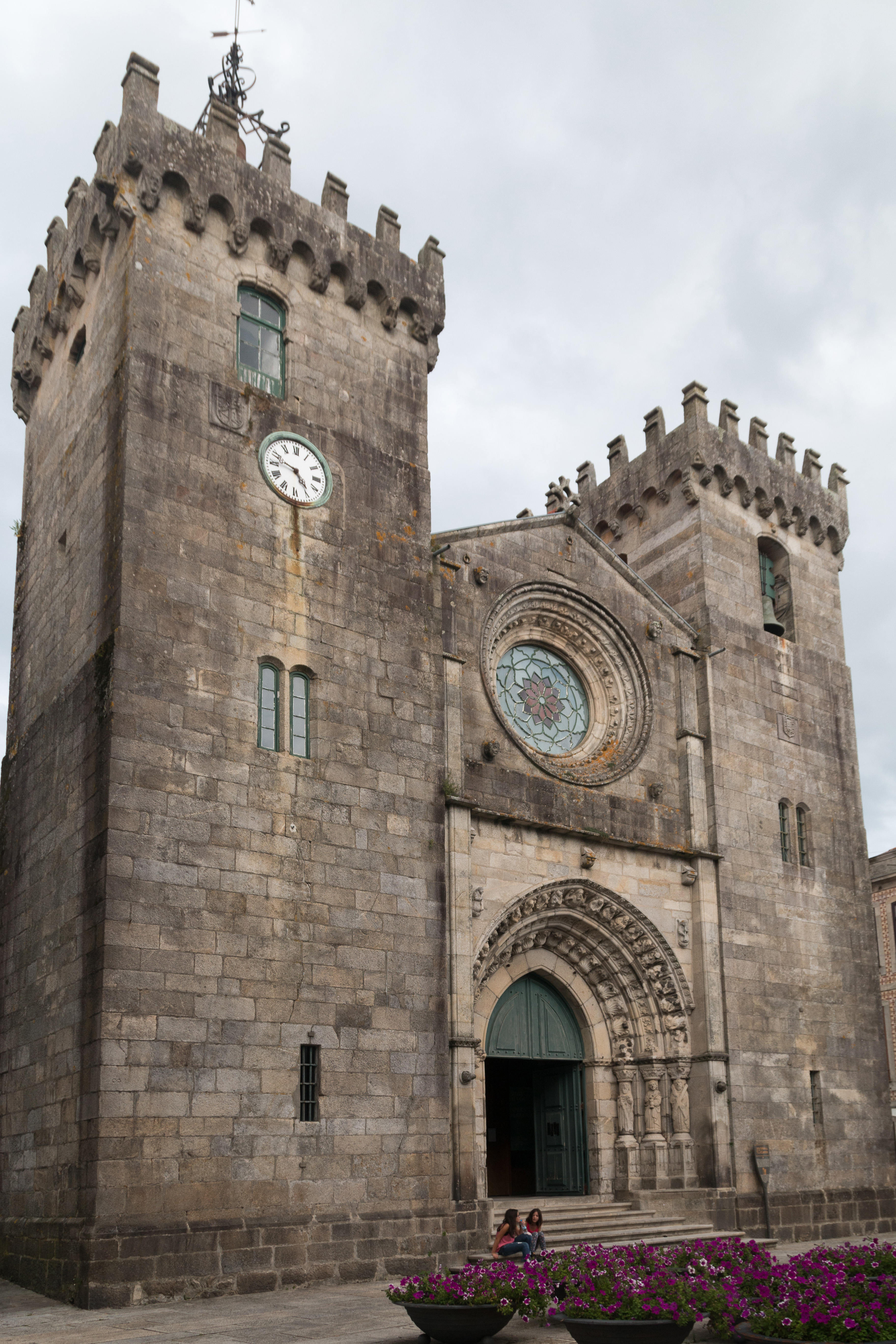
Kathedraal Sé van Viana do Castelo
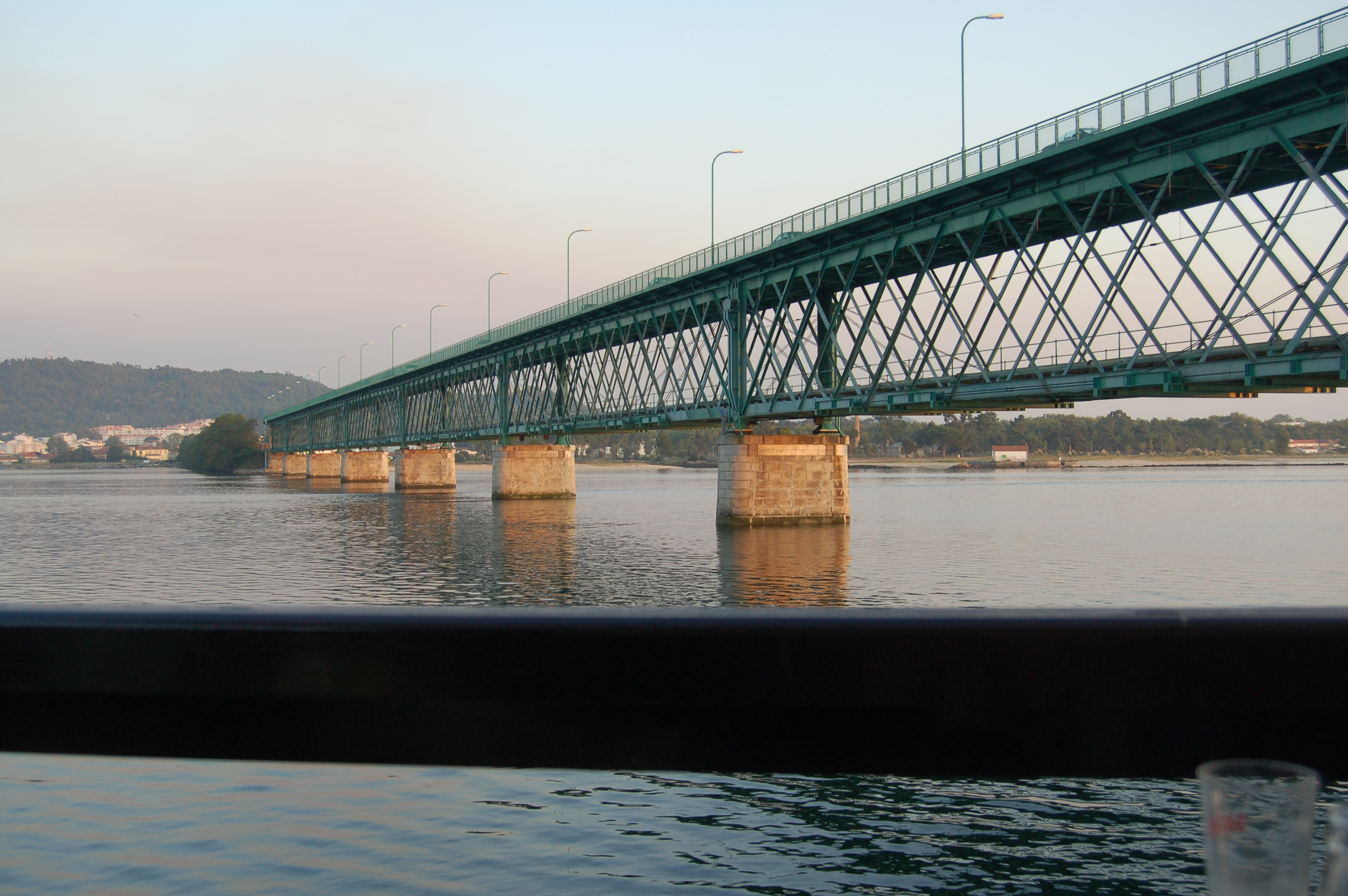
De brug Ponte Eiffel en de rivier de Lima

## Kernen
De volgende freguesias liggen in de gemeente Viana do Castelo:
| - Afife - Alvarães - Amonde - Vila Nova de Anha - Areosa (Viana do Castelo) - Barroselas - Cardielos - Carreço - Carvoeiro - Castelo do Neiva - Chafé - Darque (Viana do Castelo) - Deão (Viana do Castelo) - Deocriste - Freixieiro de Soutelo - Lanheses - Mazarefes - Meadela (Viana do Castelo) - Meixedo - Monserrate(Viana do Castelo) | - Montaria - Moreira de Geraz do Lima - Mujães - Neiva - Nogueira - Outeiro - Perre - Portela Susã - Santa Marta de Portuzelo, anteriormente Portuzelo - Santa Leocádia de Geraz do Lima - Santa Maria de Geraz do Lima - Santa Maria Maior (Viana do Castelo) - Serreleis - Subportela - Torre - Vila de Punhe - Vila Franca - Vila Fria - Vila Mou - Vilar de Murteda |

## Geboren
- Manuela Machado (1963), marathonloopster
- Tiago Mendes (1981), voetballer
- Rodrigo Ribeiro (2005), voetballer

Arcos de Valdevez · Caminha · Melgaço · Monção · Paredes de Coura · Ponte da Barca · Ponte de Lima · Valença · Viana do Castelo · Vila Nova de Cerveira

Portugal: Districten